# Myopias hollandi
Myopias hollandi é uma espécie de formiga do gênero Myopias, pertencente à subfamília Ponerinae.